# Castries
Castries je hlavní a největší město Svaté Lucie. Městská oblast má populaci přibližně 20 000, zatímco stejnojmenný okres má populaci 70 000, k roku 2013. Město se rozkládá na ploše 80 km2.
Město je v záplavovém území a je postaven na rekultivované půdě. Sídlí zde sídlo vlády a ústředí mnoha zahraničních i místních podniků. Castries je rozloženo v mřížkovém vzoru. Jeho chráněný přístav přijímá nákladní lodě, trajekty a výletní lodě. Dále je město dobře obsluhováno autobusovým systémem a taxi službou. Hlavní pošta Svaté Lucie je v Castries.
Castries je rodištěm Arthura Lewise, nositele Nobelovy pamětní ceny za ekonomii z roku 1979, stejně jako Dereka Walcotta, nositele Nobelovy ceny za literaturu z roku 1992.

## Historie
Město bylo založeno Francouzi roku 1650 jako Carenage ("bezpečné kotviště") a v roce 1756 bylo přejmenováno podle Charlese Eugena Gabriela de la Croix, markýze z Castries, velitele francouzského expedičního oddílu, který se toho roku vydal na Korsiku. Původní osídlení na druhé straně přístavu ve Vigie bylo založeno v roce 1651 a opuštěno po devastujícím hurikánu v roce 1780. Mezi lety 1803 a 1844 se město stalo hlavním britským přístavem, přičemž zde byla vystavěna rozsáhlá opevnění na Morne Fortune, hoře, která se tyčí nad tímto významným přístavem. V roce 1844 dosáhl počet obyvatel Castries 4 000. Koncem století se město stalo nejvýznamnějším překladištěm, jelikož to byl jediný přístav v Karibiku schopný pojmout celé britské loďstvo. Během II. světové války vplula do přístavu německá ponorka a potopila dvě spojenecké lodě. Castries bylo poničeno velkými požáry v letech 1796, 1813 a 19. června 1948, pokaždé bylo přitom znovu přestavěno.

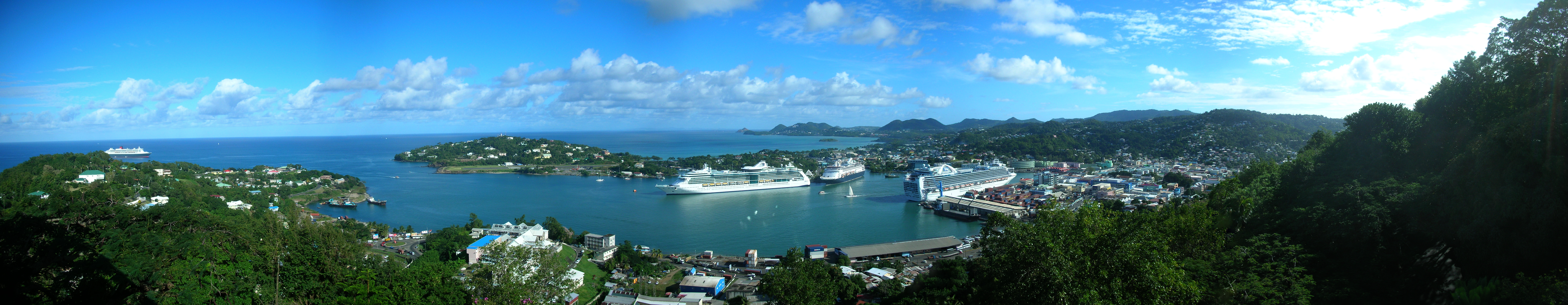
Panorama přístavu Castries z Morne Fortune